# Calliotropis gemmulosa
Calliotropis gemmulosa là một loài ốc biển, là động vật thân mềm chân bụng sống ở biển thuộc họ Calliotropidae.

## Miêu tả
Loài này có kích thước dài tới 5mm.

## Phân bố
Loài này chủ yếu ở ngoài bờ biển Nhật Bản và Philippines.